# Oceanodroma markhami
Oceanodroma markhami é uma espécie de ave marinha da família Hydrobatidae.
Pode ser encontrada nos seguintes países: Chile, Colômbia, Polinésia Francesa, Peru, possivelmente Costa Rica e possivelmente em Equador.
Os seus habitats naturais são: mar aberto.